# Puccinia menthae
Puccinia menthae är en svampart som beskrevs av Pers. 1801. Puccinia menthae ingår i släktet Puccinia och familjen Pucciniaceae.   Inga underarter finns listade i Catalogue of Life.

## Bildgalleri

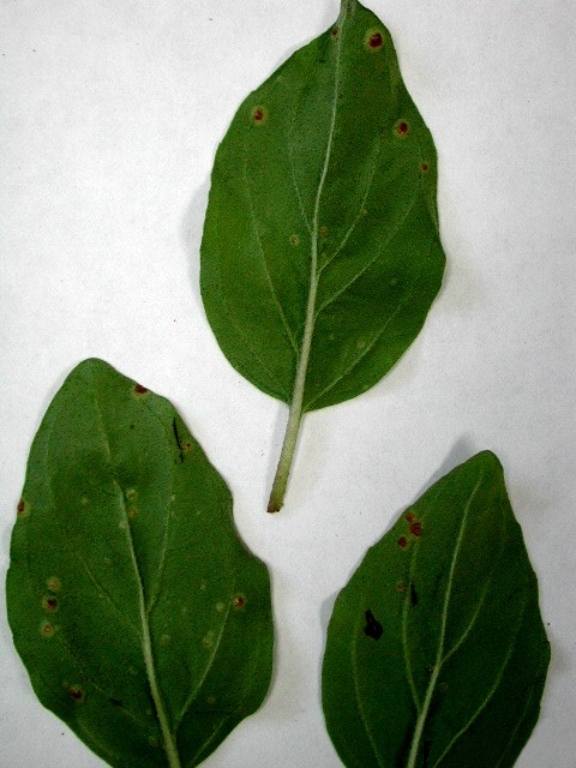